# Cajurichi
Cajurichi es una localidad del estado mexicano de Chihuahua. Es parte del municipio de Ocampo.

## Demografía
| Gráfica de evolución demográfica |
|                                  |

| Censo | Población |
| ----- | --------- |
| 1900  | 477       |
| 1910  | 150       |
| 1921  | 351       |
| 1930  | 362       |
| 1940  | 301       |
| 1950  | 623       |
| 1960  | 568       |
| 1970  | 557       |
| 1980  | 492       |
| 1990  | 632       |
| 2000  | 636       |
| 2010  | 781       |
| 2020  | 753       |